# Cotonnière industrielle du Cameroun
La Cotonnière Industrielle du Cameroun (CICAM) est une société anonyme de droit camerounais spécialisée dans la fabrication de pagnes et de serviettes de bain 100 % coton.

## Historique
Née en 1965, la CICAM est le fruit de la coopération entre l’État Camerounais, la Banque Allemande de Développement (DEG) et le groupe textile alsacien DMC, avec pour mission une double activité ; l’une industrielle et l’autre commerciale.
Le groupe CICAM est devenu, au fil des ans, un ensemble intégré offrant au consommateur une large gamme de produits textiles distribués sur les principales villes et dans les marchés les plus reculés du territoire national.
CICAM, a pu grâce à cette structure intégrée, résister aux crises économiques des années 1988 à 1993 et, est devenu le complexe textile le plus important de la région.
Pendant 20 ans, de 1965 à 1985, la CICAM a évolué dans un environnement porteur, en particulier la deuxième décennie au terme de laquelle son chiffre d’affaires annuel a atteint l’équivalent de 70 M€ pour une production de filés dans ses usines de Garoua, de plus de 6 500 tonnes. Alors que la société célèbre son 20e anniversaire, la phase de développement de la CICAM s’achève par une année record dont les volumes produits atteignent près de 50 millions de mètres de tissus.
À cette époque, la progression de l’activité s’appuyait sur le développement des économies des pays africains, et du Cameroun en particulier, portés par un taux élevé du dollar et un prix soutenu du baril de pétrole à 36 $. De plus la CICAM exportait une partie de ses produits vers le vaste marché nigérian.
À partir de fin 1985, une série d’événements majeurs a brutalement cassé cette dynamique. Dès Novembre 1985, la première dévaluation du Naira signe le début d’une longue série qui portera son taux de change de 1000 FCFA en 1985 à seulement 70 F.CFA aujourd’hui, avec pour conséquence une inversion des flux commerciaux et l’invasion du Cameroun par des produits nigérians à des prix extrêmement compétitifs.
Pour la CICAM, cela s’est traduit par un effondrement de ses ventes sur les marchés nationaux et régionaux qui, en 1998, ne représentaient que 30 % de leur niveau de 1985 pour se stabiliser à moins de 20 % en 1992.
En 1986, la baisse continue du dollar a fortement réduit les prix des produits à l’exportation, aggravant simultanément la crise financière des États. Pour la CICAM, cela se traduit par un effondrement des prix de vente des écrus à l’exportation dont le niveau de tarif, pour certaines armures, se situait en dessous des coûts directs.
En mars 1986, l’effondrement du prix du pétrole qui passe de 36 à 15 $ le baril en quelques mois, précipite les États pétroliers africains et le Cameroun en particulier (60 % des recettes à l’exportation) dans une crise financière impliquant un surendettement et des restrictions budgétaires. Cette situation conduira à la dévaluation de F.CFA en janvier 1994 et à une baisse continue du PNB par habitant, qui est passé de 1000 $ en 1985 à 450 $ en 1993.
Simultanément, le chiffre d’affaires de la CICAM s’est réduit de 70 % en passant de 23,3 Milliards de F.CFA à 7 Milliards de F.CFA en 1994.
Ce retournement brutal de conjoncture a plongé la société dans une situation de pertes chroniques et importantes. Malgré des mesures de restructuration industrielle et de redéploiement commercial, prises dès 1989, l’endettement de la CICAM s’est alourdi pour atteindre 15 Milliards de F.CFA en 1992.
Toutes les industries textiles de la zone se sont retrouvées dans une situation identique et les divers plans de redressement élaborés individuellement par la CICAM, UCATEX en RCA et STT au Tchad n’ont pas abouti. Ainsi est apparu en 1991, que le maintien économique d’une industrie viable dans la zone UDEAC pouvait faire l’objet d’une approche régionale et, en accord avec la Caisse Française de Développement appuyée par l’aide d’un consultant extérieur, DMC a proposé un plan de restructuration de l’industrie textile de toute la zone.
La stratégie retenue devait conduire à l’utilisation optimale des capacités industrielles afin de limiter les besoins de capitaux et améliorer les prix de revient des produits semi-finis écrus et des produits finis pagnes. Ces décisions s’accompagnaient d’une stratégie de reconquête du marché axée sur une politique de marketing adaptée aux besoins de la clientèle et de mesures efficaces de lutte contre la contrebande et la fraude, en étroite collaboration avec les Autorités nationales douanières.
La restructuration du secteur textile UDEAC a donc fait l’objet d’un protocole d’accord signé à Libreville par les représentants des différents gouvernements le 29 juillet 1992 qui engageait les États sur un ensemble de mesures.
Mise en place d’une fiscalité adéquate propre à favoriser les échanges intercommunautaires ; TCA au taux réduit, TPG au taux de zéro, et surtaxation à l’importation des tissus écrus. Prise d’options nécessaires pour lutter contre la fraude douanière et la contrebande. Réduction des capacités de production de tissus écrus sur la zone, avec l’arrêt de 50 % des ateliers filature-tissage du site d’UCATEX en Centrafrique composés de métiers anciens et moins performants ainsi que la liquidation complète de STT au Tchad. Création d’une société de commercialisation des textiles dans l’UDEAC.
Dans le même temps, la CICAM mettait en œuvre un plan de restructuration avec l’appui sans réserve des autorités camerounaises articulé autour de trois volets stratégiques.
Un volet industriel avec l’abandon en 1989 et 1990 des lignes de produits déficitaires, et la baisse de façon drastique des coûts de production. Ces opérations ont conduit à une réduction de 45 % des effectifs alors que le nombre d’agents expatriés était divisé par trois. En outre, des négociations ont été menées avec le personnel et ont abouti à une baisse de 8 % des salaires stabilisés sur 5 ans. Simultanément et avec l’aide des Autorités, de nouveaux contrats d’approvisionnement en coton et en énergie étaient négociés avec la Sodecoton et la SONEL.
Un volet commercial avec la reprise en 1989 des actifs de son premier client (NEWCO) dont le groupe venait de décider l’abandon des activités. Cette opportunité a permis à la société d’intégrer la distribution de ses propres produits et de mieux maîtriser son marché.
Un volet financier dont la situation était complexe compte tenu de l’importance de la dette de 55 M€ et de la diversité des créanciers (bailleurs de fonds internationaux, banques nationales, fournisseurs et autres…).
Avec l’accord du Gouvernement Camerounais, les moyens financiers mis à disposition par la CFD (Caisse Française de Développement), ont permis la restructuration financière de la société.
Ce refinancement de la Société a enfin été consolidé par un apport en liquidités de 5 M€ sous la forme d’augmentation de capital à laquelle ont souscrit les trois actionnaires.
De plus, l’apport de la Caisse Française de Développement était soumis à certaines conditions parmi lesquelles l’engagement de l’État Camerounais de garantir à la société le bénéfice des avantages de sa convention d’établissement jusqu’en juin 2000.
Au terme de cette restructuration en Décembre 1992, la CICAM était recapitalisée avec un outil industriel redimensionné et adapté aux besoins de la clientèle et dotée d’un réseau commercial performant pour reconquérir les marchés dès le retour aux conditions d’une concurrence loyale et équitable.

## Activités
L’activité industrielle de la CICAM se répartit sur trois sites ; le premier à Garoua où deux usines de filature et tissage transforment le coton, acheté à l'entreprise cotonnière Sodecoton, en tissu écru dont une partie est destinée à la grande exportation vers l’Europe ; un deuxième site à Douala traite les écrus de Garoua pour les transformer en tissus teints ou imprimés ; un troisième enfin, situé également à Douala, produit des tissus éponge à partir des filés de coton livrés par l’usine de Garoua.
L’activité commerciale de la CICAM s’exerce par l’intermédiaire de sa filiale NEWCO, rachetée en 1990 au groupe CNF, alors premier client de la CICAM et qui avait décidé son retrait du secteur textile. La Société NEWCO, plus connue sous la marque commerciale, LAKING TEXTILES, est implantée sur tout le territoire avec un réseau de boutiques de vente en gros et au détail.
La CICAM est le principal fabricant de textiles du Cameroun, représentant plus de 90 % de ce secteur. Elle distribue ses produits via sa filiale Newco qui dispose de nombreux points de vente sur le territoire camerounais sous les marques Laking Textiles, Ecotex et Solicam.

## Actionnariat
Le 9 décembre 2008, la Société Nationale d'Investissement du Cameroun devient actionnaire unique de la CICAM.

## Philatélie
En 1974 la République unie du Cameroun a émis un timbre de 45 F intitulé « Complexe industriel CICAM ».